# Iznota
Iznota (niem. Isnothen) – wieś w Polsce, położona w województwie warmińsko-mazurskim, w powiecie piskim, w gminie Ruciane-Nida, położona nad rzeką Iznotą, od której wzięła nazwę. Siedziba sołectwa Iznota
W latach 1975–1998 wieś administracyjnie należała do województwa suwalskiego.
W dawnym województwie olsztyńskim, przed 1975 r., była to wieś sołecka (do sołectwa należały także: Bartlewo, Gąsior, Kamień, Malinówko).

## Położenie
Iznota położona jest wśród lasów puszczy Piskiej i znajduje się bezpośrednio nad jeziorem Bełdany. Przez wioskę przepływa rzeka Krutynia.
| SIMC    | Nazwa    | Rodzaj     |
| ------- | -------- | ---------- |
| 0766848 | Bartlewo | przysiółek |
| 0766854 | Gąsior   | przysiółek |

## Historia
Okolice Iznoty od V w. p.n.e. do XIII w. n.e. zamieszkiwało plemię Galindów. Przez tereny plemienia Galindów przebiegał szlak, którym przewożono cenne towary i bursztyn na północ i zachód.
Dawniej (wiek XVI) nad rzeką znajdował się opuszczony młyn, o którym mówiono, że w nim straszy, dlatego brakowało chętnych do kupna. Dopiero w 1602 r., na wniosek komisarzy królewskich, elektor brandenburski Jerzy Fryderyk nadał młyn oraz półtorej włóki na prawie magdeburskim, wolne od czynszu. Nadanie otrzymał Krzysztof Fuschs – nadleśniczy z Mikołajek – w uznaniu jego służbę w lasach książęcych. Rok 1602 może być uznany za datę założenia Iznoty (niemniej osadnictwo istniało już wcześniej). Nowy właściciel stwierdził, że stary młyn służył za kryjówkę kłusownikom, dlatego kazał go rozebrać. Osada kilkakrotnie była zaludniana i kilkakrotnie się wyludniała. W 1785 r. w Iznocie były 3 domy, w 1818 r. była to wieś chełmińska z 4 domami i 34 mieszkańcami. W 1839 r. Iznota była określana jako dwór na prawie chełmińskim z 6 domami i 37 mieszkańcami. Szkoła we wsi istniała już w 1818 r. Uczyło się wtedy w niej 32 dzieci (wyłącznie po polsku) a nauczycielem był niejaki Borys. W 1935 r. szkoła mieściła się w budynku murowanym a uczyło się w niej 23 dzieci. W tym czasie Iznota należała do parafii w Mikołajkach. W 1939 r. w Iznocie – wraz z pobliskimi osadami – mieszkało 135 osób.
W latach 70. XX wieku do sołectwa Iznota należały następujące miejscowości:
- Bartlewo
- Gąsior
- Kamień
- Malinówko

Mimo że w XVI wieku w Iznocie stał młyn, a w XIX wieku wielki dwór, to nie znajdują się tam żadne zabytki architektury. Opuszczony po II wojnie światowej młyn został całkowicie wyburzony pod budowę współczesnego ośrodka wypoczynkowego „Galindia” znajdującego się w miejscowości Bartlewo przysiółku wsi Iznota